# East Dunbartonshire
A Área de Conselho (ou Council Area) de East Dunbartonshire (em gaélico escocês, Siorrachd Dhùn Breatainn an Ear), é uma das 32 novas subdivisões administrativas da Escócia e faz fronteira com: Stirling a norte, North Lanarkshire a leste, Glasgow a sul, West Dunbartonshire a oeste.
Esta council area foi formada em 1996, como resulatado de uma lei do governo local escocês de 1994, sobre as áreas dos distritos de Bearsden and Milngavie e Strathkelvin na antiga região de Strathclyde. 
Em uma enquete da revista Reader's Digest de 2007 elegeu East Dunbartonshire como o melhor lugar do Reino Unido para se ter uma família.

## Cidades e aldeias
- Auchenhowie
- Auchinairn
- Auchinreoch
- Baldernock
- Baljaffray
- Balmore
- Bardowie
- Bearsden
- Birdston
- Cadder
- Clachan of Campsie
- Bishopbriggs
- Kirkintilloch
- Lennoxtown
- Lenzie
- Milngavie
- Milton of Campsie
- Torrance
- Twechar
- Waterside

## Lugares de interesse
- West Highland Way
- Muralha de Antonino
- Rio Kelvin
- Auld Kirk Museum

## Educação

### Escolas secundárias
- Bearsden Academy
- Bishopbriggs Academy
- Boclair Academy
- Douglas Academy
- Kirkintilloch High School
- Lenzie Academy
- St Ninian's High School, Kirkintilloch
- Turnbull High School